# Берклі-Гайтс (Нью-Джерсі)
Берклі-Гайтс (англ. Berkeley Heights) — селище (англ. village) в США, в окрузі Юніон штату Нью-Джерсі. Населення — 13 285 осіб (2020).

## Демографія
Згідно з переписом 2010 року, у селищі мешкали 13 183 особи в 4470 домогосподарствах у складі 3580 родин. Було 4596 помешкань
Расовий склад населення:
| - 85,6 % — білих - 10,4 % — азіатів - 1,5 % — чорних або афроамериканців |

До двох чи більше рас належало 1,7 %. Частка іспаномовних становила 5,1 % від усіх жителів.
За віковим діапазоном населення розподілялося таким чином: 26,9 % — особи молодші 18 років, 55,6 % — особи у віці 18—64 років, 17,5 % — особи у віці 65 років та старші. Медіана віку мешканця становила 43,5 року. На 100 осіб жіночої статі у селищі припадало 90,6 чоловіків;  на 100 жінок у віці від 18 років та старших — 87,5 чоловіків також старших 18 років.
Середній дохід на одне домашнє господарство  становив 178 205 доларів США (медіана — 139 152), а середній дохід на одну сім'ю — 201 169 доларів (медіана — 161 146). Медіана доходів становила 114 236 доларів для чоловіків та 93 529 доларів для жінок. За межею бідності перебувало 3,4 % осіб, у тому числі 3,1 % дітей у віці до 18 років та 3,6 % осіб у віці 65 років та старших.
Цивільне працевлаштоване населення становило 6507 осіб. Основні галузі зайнятості: освіта, охорона здоров'я та соціальна допомога — 23,4 %, фінанси, страхування та нерухомість — 17,1 %, науковці, спеціалісти, менеджери — 16,5 %.